# Meiotheciopsis lageniformis
Meiotheciopsis lageniformis là một loài rêu trong họ Sematophyllaceae. Loài này được (Müll. Hal.) Broth. mô tả khoa học đầu tiên năm 1908.